# Hilaria
Pour les articles homonymes, voir Hilaria (homonymie).

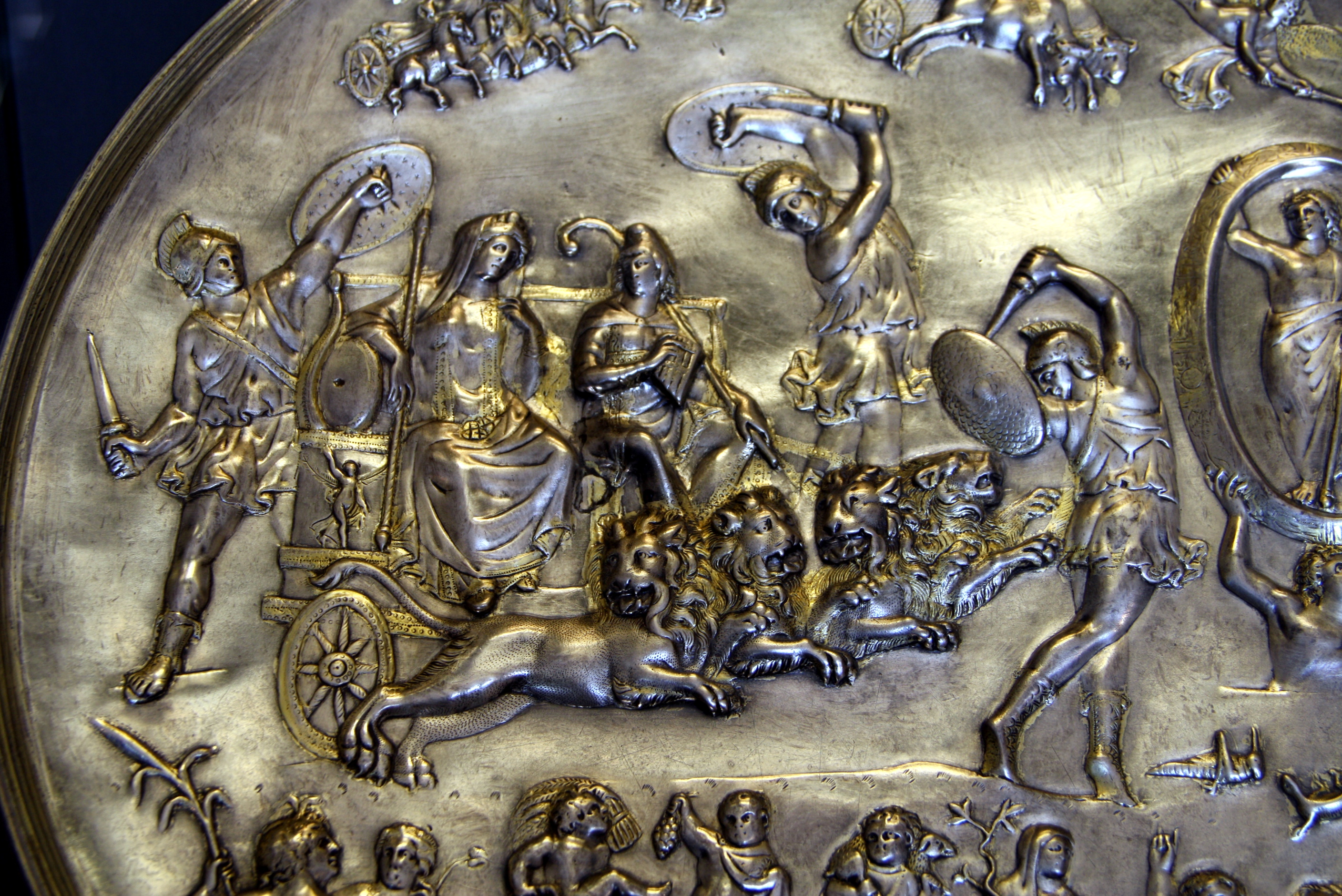
Cybèle et Attis sur un char entourés de trois danseurs.

Les Hilaria (du grec ἱλάρια, du latin hilaris, « gaieté ») étaient des fêtes religieuses romaines célébrées le 25 mars de chaque année, au cours des fêtes du printemps en l'honneur de Cybèle, la Magna Mater, et d'Attis, trois jours après l'équinoxe de printemps. Ces fêtes combinaient des rites cachés et d'autres profanes. Associées au renouveau de cette saison, ces fêtes du printemps duraient deux semaines (15-27 mars).
En ce jour carnavalesque du 25 mars, les citoyens romains portaient en procession les portraits d'Attis et de Cybèle. Les propos les plus libres et la satire étaient autorisés, de même que les farces, si bien que certains historiens y voient une des origines du poisson d'avril.